# Henri de Genevois
Pour les articles homonymes, voir Genevois.
Henri de Genevois ou de Nemours, dit le Prince de Genève, né le 24 mars 1557 au château de Pau et mort en 1596, est probablement le fils illégitime de Jacques de Savoie et de Françoise de Rohan.

## Biographie

### Origines
Henri de Genevois naît le 24 mars 1557,. Il semble être l'enfant naturel de Jacques de Savoie-Nemours et de Françoise de Rohan, fille de René Ier de Rohan.
Selon le témoignage de Françoise de Rohan, alors qu'elle est fille d'honneur de la reine Catherine de Médicis, depuis 1553, elle aurait entretenu une liaison avec Jacques de Savoie. Ce dernier semble lui avoir fait une promesse de mariage en 1555, avant de partir pour le Piémont. À son retour, au début de l'année suivante, il semble avoir réitéré ses vœux.
Hector de La Ferrière (1811-1896), auteur d'un ouvrage où il aborde la vie de Françoise de Rohan (1885), indique qu'elle se donne à lui à Blois, au cours de l'année 1556. L'historien Matthew A. Vester indique quant à lui, dans son ouvrage dédié à Jacques de Savoie-Nemours (2008), que plusieurs rencontres, connues de tous, ont lieu. 
La jeune femme tombe enceinte vers la fin de l'année 1556, alors que Jacques de Savoie se trouve en campagne en Italie. Selon son témoignage, elle aurait contacté le prince de Savoie, mais sans avoir de retour. Malgré sa tentative de cacher sa grossesse, des rumeurs circulent, elle est confondue notamment par la reine. Le roi l'apprend et exprime son mécontentement par courrier à Jacques de Savoie,. Lorsque Henri naît en mars 1557, au château de Pau. Elle se trouve alors en présence de sa cousine Jeanne d'Albret[réf. nécessaire]. Françoise de Rohan comprend que Jacques ne l'épousera pas, elle lui intente un procès devant la cour épiscopale de Paris en 1559.
En 1566, Jeanne d'Albret confie le soin d'Henri à Théodore de Bèze, un grand théologien protestant. La même année, Jacques de Savoie épouse Anne d'Este.

### Vie
En 1577, Henri, qui se fait appeler Henri de Genevois, revient d'Allemagne. Protestant, il combat dans les rangs des huguenots. Mais il est capturé par le duc de Montpensier, Louis. Il est sauvé de la condamnation à mort par le Roi, mais reste plus d'un an emprisonné par le duc de Montpensier, puis par celui de Mayenne, Charles. Étant donné que ce dernier est le beau-fils du duc de Nemours, Henri lui envoie une lettre lui demandant de le faire libérer. Néanmoins, Jacques de Savoie refuse, car il n'a pas reconnu cet enfant. 
Finalement, Françoise de Rohan obtient gain de cause auprès du roi Henri III : en acceptant de ne plus prétendre être promise au duc de Nemours, elle reçoit le duché de Loudun, ainsi qu'une rente élevée. De plus, son fils illégitime est libéré, à condition de ne plus prétendre au duché de Genevois, comme il l'avait fait jusque là, Jacques de Savoie étant duc du Genevois.
Cependant, cela ne se termine pas ainsi. Henri de Genevois passe plusieurs années en prison pour avoir tué un bijoutier parisien à qui il devait de l'argent, et se borne à se nommer héritier du Genevois. Quelque temps après sa libération, on le retrouve dans les rangs protestants d'Henri de Navarre. Plus tard, il s'empare des fiefs de sa mère (le château de La Garnache, le château de Beauvoir-sur-Mer et le duché de Loudun) qui fuit. Il fut donc quelque temps plus ou moins duc de Loudun. Il se dit alors catholique, pour des raisons politiques. En 1589, les troupes protestantes d'Henri de Navarre l'arrêtent à Beauvoir, et il doit rendre les biens à sa mère, qui est par ailleurs cousine de ce futur roi de France.
La vie d'Henri de Genevois se termine finalement en 1596, cinq ans après le décès de sa mère (1591).

## Lignée
Henri de Genevois n'a pas eu d'épouse, et ne laisse qu'un fils illégitime, Samuel de Villemare, dont la mère n'est pas connue. Ce dernier n'a ni titre, ni fortune.